# Kypros I
Kypros I (zm. po 29 p.n.e.) - matka Heroda Wielkiego.
Z pochodzenia była Nabatejką. Pochodziła z wybitnej rodziny arabskiej. Prawdopodobnie była spokrewniona z Aretasem III. Około 80 p.n.e. poślubiła Antypatra, syna zarządcy Idumei Antypasa I. Miała z nim synów Fazaela I, Heroda Wielkiego, Józefa II i Ferorasa oraz córkę Salome I.
Kiedy jej syn Herod został królem Judei, pozostawała na jego dworze. Około 35 p.n.e. popadła w konflikt ze swoją synową Mariamme I. Ostatnia wzmianka o Kypros jako osobie żyjącej pochodzi z 29 p.n.e.
Na cześć zmarłej matki Herod nazwał twierdzę, leżącą na północ od Jerycha.